# Tsjerepovets
Tsjerepovets (Russisch: Череповец) is de grootste stad van de Russische oblast Vologda. De stad heeft 311.869 inwoners (2002).
De stad ligt aan de noordkant van het Stuwmeer van Rybinsk, dat deel uitmaakt van de bovenloop van de Wolga, op de locatie waar de rivier de Sjeksna in het stuwmeer uitkomt.

## Geschiedenis
Tsjerepovets werd in 1360 gesticht door de twee monniken Afanasi en Feodosi in de vorm van een klooster aan het rivier de Sjeksna. Het ontwikkelde zich in de eeuwen daarna tot een belangrijk regionaal centrum voor handel, industrie en transport. In 1777 kreeg het officieel stadsrechten op bevel van tsarina Catharina II.

## Naam
Er bestaan meerdere theorieën over de oorsprong van de naam. Volgens sommigen betekent "Tsjerepovets" in de taal van de inheemse Wepsen, "Wepsische visheuvel". Anderen beklemtonen het woord "tsjerep", wat Russisch is voor "schedel".

## Economie en transport
Omdat de stad strategisch is gelegen op de kruising van de belangrijke Wolga-Baltische waterweg, oost-west lopende spoorlijnen en gaspijpleidingen, en tussen de twee grootste Russische steden, Moskou en Sint-Petersburg, wordt Tsjerepovets beschouwd als een ideale plaats voor industrieën die gebruikmaken van natuurlijke hulpbronnen. De stad is de thuisbasis van Severstal, een van de grootste ijzer-en-staal-bedrijven van Rusland, alsmede enkele andere grote industrieën.

## Sport
IJshockeyclub Severstal Tsjerepovets speelt in de Kontinental Hockey League.

## Geboren
- Sergej Fokitsjev (1963), langebaanschaatser
- Yevgeni Makeyev (1989), voetballer
- Jevgenia Lalenkova (1990), langebaanschaatsster

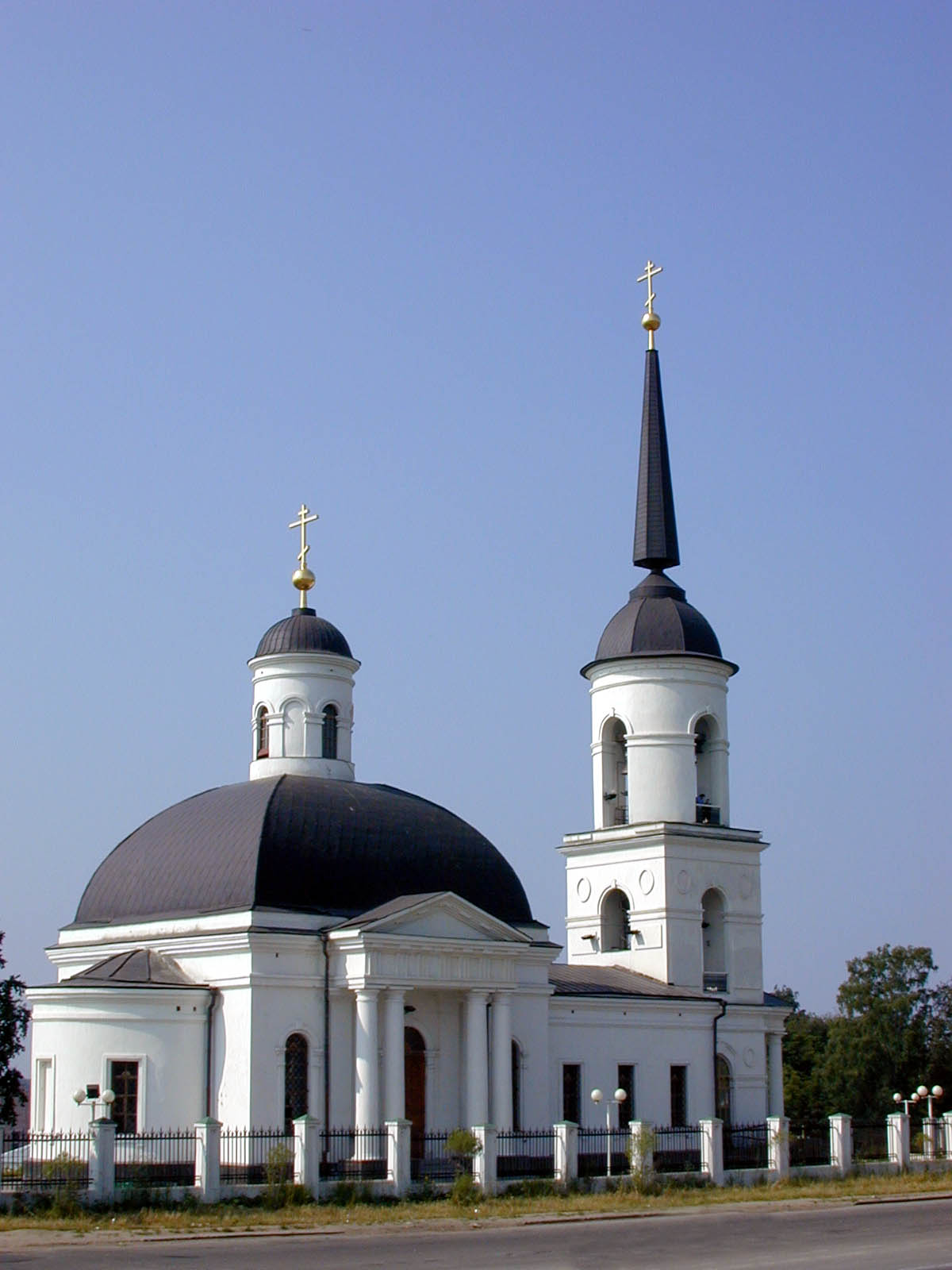
Gerestaureerde kerk, van de Geboorte van Christus, uit 1789
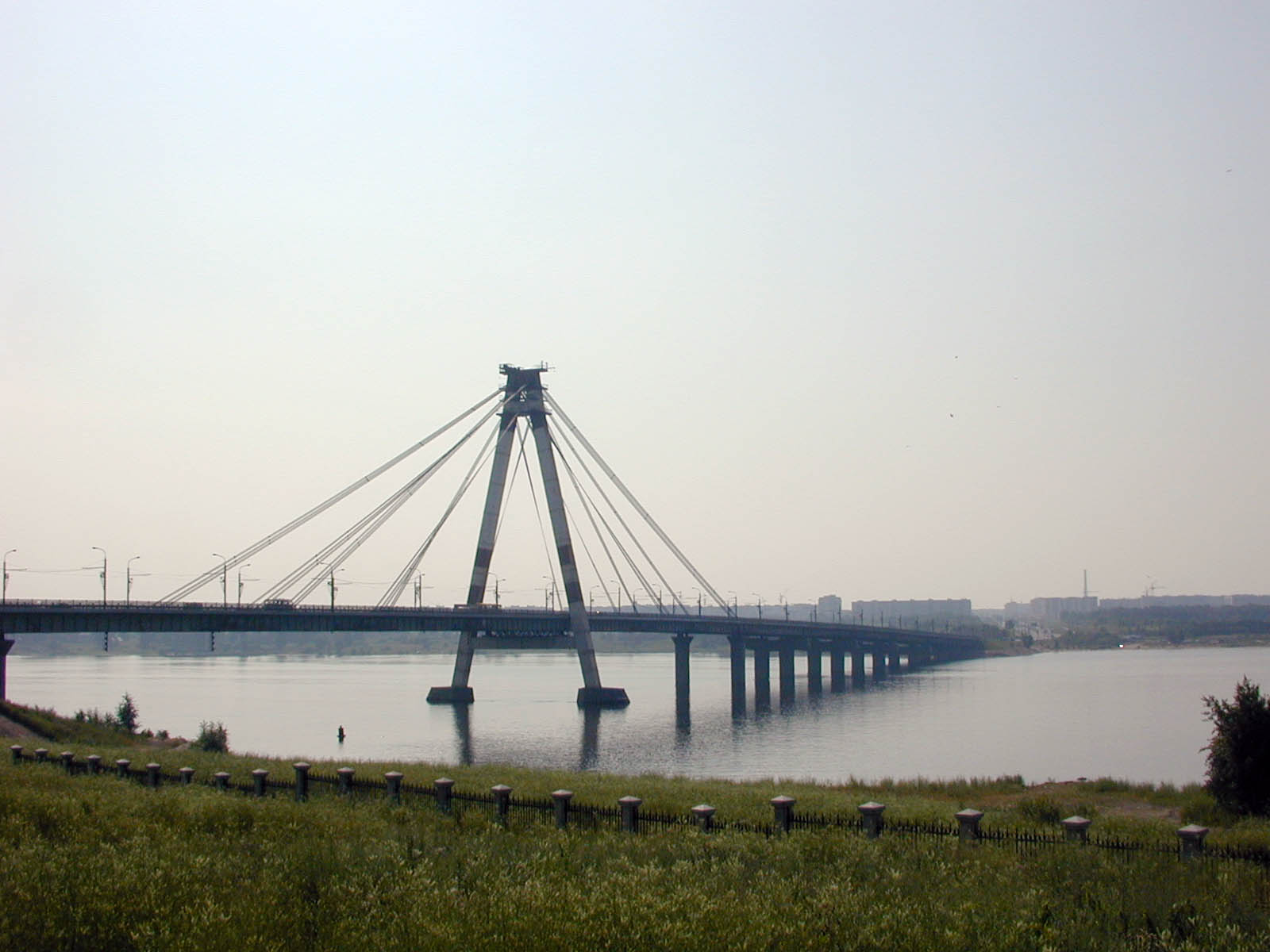
Brug over de Sjeksna

Bestuurlijk centrum: Vologda

Babajevo · Belozersk · Charovsk · Grjazovets · Kadnikov · Kirillov · Krasavino · Nikolsk · Oestjoezjna · Sokol · Totma · Tsjagoda · Tsjerepovets · Veliki Oestjoeg · Vytegra